# فرانک اشمور
فرانک اشمور (به انگلیسی: Frank Ashmore) (زاده ۱۷ ژوئن ۱۹۴۵) بازیگر آمریکایی است. از فیلم‌های معروف او می‌توان به فیلم هیولا در کمد اشاره کرد.